# Gisele Bündchenová
Gisele Caroline Bündchenová, nepřechýleně: Gisele Bündchen (výslovnost: [ʒiˈzɛli ˈbĩtʃẽ]IPA; * 20. července 1980 Três de Maio, Brazílie) je brazilská supermodelka, příležitostná filmová herečka a velvyslankyně Dobré vůle pro programy životního prostředí Organizace spojených národů.
Na konci 90. let se prosadila jako modelka během první vlny příchodu Brazilek do modelingového světa. V roce 1999 ji časopis Vogue spojil s návratem sexy modelek a koncem éry tzv. heroinových vyzáblých dívek.
V letech 2000–2006 patřila k představitelkám Angels – andělů – Victoria's Secret. Od roku 2004 je nejlépe placenou modelkou světa a patří mezi šestnáct nejbohatších žen v zábavním průmyslu s odhadovaným majetkem ve výši 150 miliónů dolarů. Modelky Claudia Schiffer a Naomi Campbell o ní prohlásily, že je jedinou skutečnou existující supermodelkou a podle magazínu Forbes by se mohla jako supermodelka stát historicky první dolarovou miliardářkou.
Několikrát byla obsazena ve vedlejších filmových rolích, zahrála si v komedii Taxi (2004) či romantickém dramatu Ďábel nosí Pradu (2006).
V období 2000–2005 byl široce medializován její partnerský vztah s americkým hercem Leonardem DiCapriem. V roce 2009 se provdala za quarterbacka týmu amerického fotbalu New England Patriots Toma Bradyho.

## Soukromý život
Narodila se roku 1980 v brazilském městě Três de Maio a vyrostla v Horizontině ve státě Rio Grande do Sul. Po rodičích má německo-brazilský původ. Matka Vânia Nonnenmacher je bývalá bankovní úřednice, otec Valdir Bündchen pracoval jako univerzitní pedagog a spisovatel. Má pět sester – Raquel, Grazielu, Gabrielu, Rafaelu a o pět minut mladší dvojvaječné dvojče Patrícii. Rodným jazykem je portugalština, dále hovoří španělsky a anglicky.

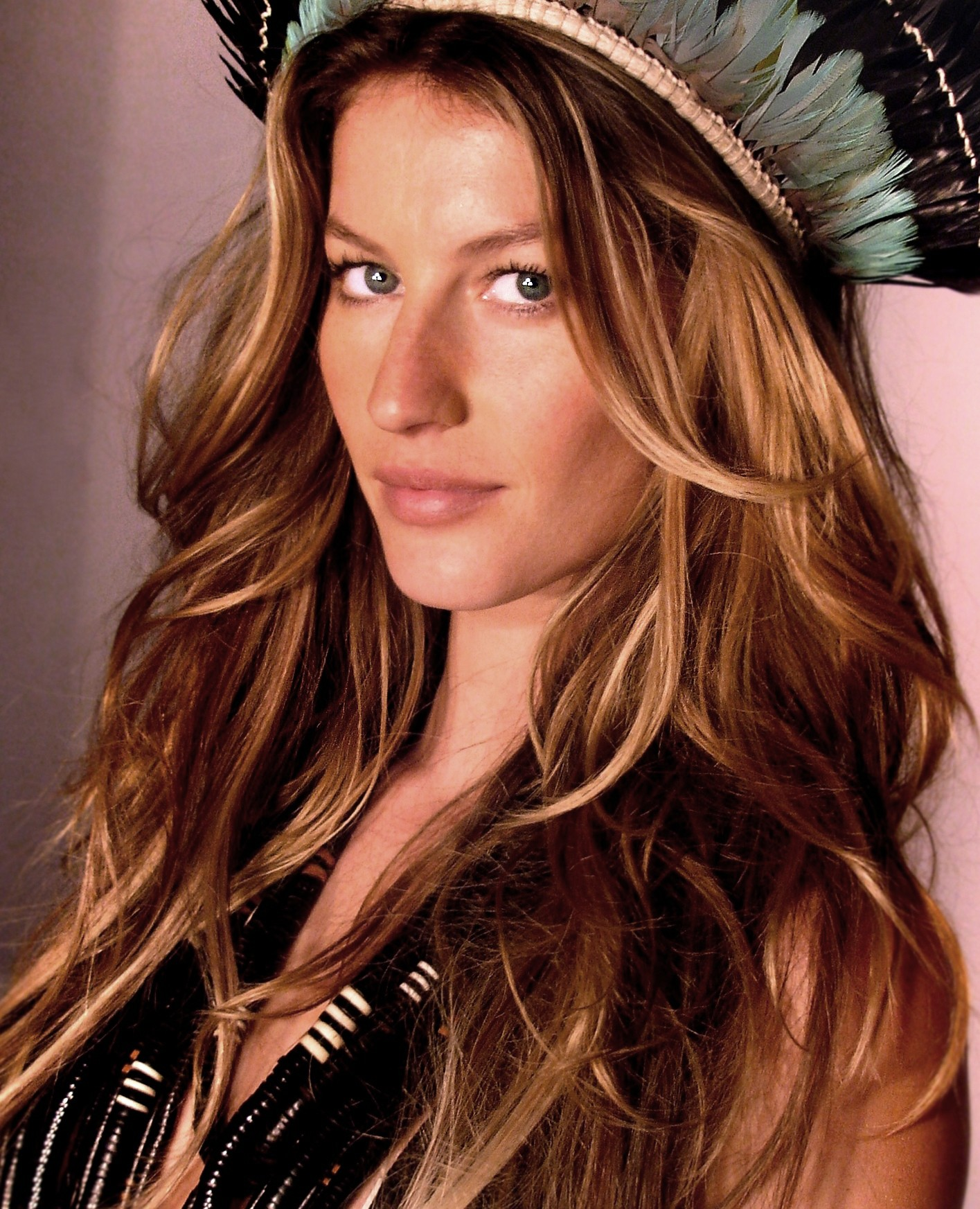
Gisele Bündchenová v roce 2006

V mládí chtěla být profesionální volejbalistkou. V roce 1993 jako třináctiletá dívka vstoupila za pomoci matky se sestrami Patricií a Gabrielou do modelingového světa. Zúčastnila se národní mutace soutěže Elite Look of the Year, ve které skončila druhá za Claudií Menezesovou z Bahie, čímž se kvalifikovala do světového finále na španělském ostrově Ibiza, v němž se umístila na čtvrtém místě. V roce 1996 se odstěhovala do New Yorku, v němž rozvinula modelingovou kariéru debutem na týdnu módy Fashion Week.
V letech 2000–2005 byl jejím partnerem herec Leonardo DiCaprio. V úterý 26. února 2009 se během katolického obřadu v kostele v Santa Monice vdala za hráče amerického fotbalu Toma Bradyho. 5. dubna 2009 manželé zopakovali větší církevní obřad v Kostarice.
V prosinci 2009 přivedla v Bostonu na svět syna Benjamina Reinu Bradyho. O tři roky později, 5. prosince 2012, porodila dceru Vivien. Na konci roku 2022 potvrdila na svém instagramovém účtu, že s manželem rozvádějí.
Výrokem v rozhovoru pro časopis Harper's Bazaar, že by celosvětově uzákonila kojení, způsobila kontroverzi. Později na svém blogu upřesnila smysl prohlášení, že „tím myslela důležitost kojení.“ 
Podílí se na charitativních akcích. Vedle ochrany životního prostředí darovala v lednu 2010 částku 1 500 000 dolarů na pomoc po ničivém zemětřesení na Haiti. V březnu 2011 bylo oznámeno, že vypsala šek na 1 milión dolarů pro Japonský červený kříž v rámci pomoci po zemětřesení a tsunami v Tóhoku.

## Modelingová kariéra
Vydavatelka magazínu Vogue Anna Wintourová ji v roce 1999 označila za „modelku tisíciletí“. Časopis Rolling Stone ji roku 2000 tituloval „nejkrásnější dívkou světa“ a Vanity Fair v roce 2009 publikoval článek nazvaný „And God Created Gisele… “ (A Bůh stvořil Gisele… ).

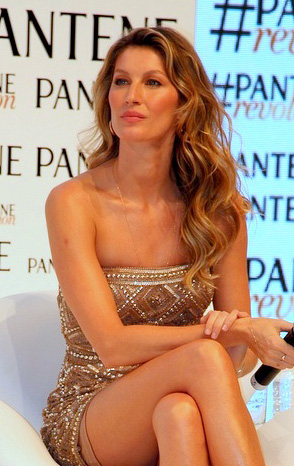
Gisele Bündchenová (2015)

Stala se průkopnicí modelingové chůze „horse walk“ – při došlapu s dupnutím na podložku poté, co modelka vysoko zdvihne kolena a předkopne chodidla vpřed.
V roce 1997 uskutečnila v Londýně čtyřicet dva přehlídek. Následující sezónu 1998 pózovala pro firmy Missoni, Chloé, Dolce & Gabbana, Valentino, Gianfranco Ferré, Ralph Lauren a Versace. Objevila se na obálkách francouzské verze Vogue a kultovního módního časopisu i-D, jenž ji uvedl jako titulkem „A Girl Called Gisele.“ V roce 2000 se stala čtvrtou modelkou v historii, kterou na obálce zobrazil Rolling Stone Na titulní stranu Vogue byla nafocena pro červencové, listopadové a prosincové číslo roku 1999. Mezi další módní periodika, kde se objevila na titulních stranách více než pětsetkrát, patří W, Harper's Bazaar, ELLE, Allure, i-D, The Face, Arena, Citizen K, Flair, GQ, Esquire nebo Marie Claire. V letech 2001 a 2006 nafotila fotografie pro kalendář Pirelli a také pro propagační materiály firem TIME, Vanity Fair, Forbes, Newsweek a Veja. Celkově se tak stala druhou nejčastěji focenou ženou světa za princeznou Dianou.
Od roku 2000, kdy uzavřela kontrakt na 25 miliónů dolarů s Victoria's Secret, měla status největší světové topmodelky.
V New Yorku, Paříži a Miláně otevírala jarní kolekce Marca Jacobse, Michaela Korse, Dolce & Gabbana, Christiana Diora a Valentina. V roce 2007 ji časopis Time vybral mezi sto nejvlivnějších lidí světa. 26. srpna 2008 pak newyorský Daily News uvedl, že je čtvrtou nejmocnější osobou modelingového světa. 12. května 2009 ji The Independent označil za „největší hvězdu v historii módy“.
Na webu models.com byla hodnocena na prvním místě v žebříčku modelingových ikon všech dob a v roce 2007 byla označena za „nejbohatší supermodelku planety“.

### Akt
Dne 11. dubna 2008 byl černobílý akt Bündchenové nafocený Irvingem Pennem vydražen za částku 193 000 dolarů. Snímek byl součástí kolekce tuctu fotografií Gerta Elferinga, prodaných newyorskou Christie's. Akt modelky dosáhl nejvyšší finanční částky.

## Majetek
V červenci 2007 ji s odhadem zisku 33 miliónů dolarů za posledních dvanáct měsíců označil časopis Forbes za nejvíce výdělečnou supermodelku. Od roku 2008 je s každoročním ziskem okolo 35 miliónů dolarů podle tohoto listu nepřetržitě nejvíce vydělávající modelkou světa a pravidelně se také objevuje mezi dvaceti nejlépe placenými ženami zábavního průmyslu. V květnu 2011 ji Forbes popáté v řadě vyhlásil za nejlépe placenou modelku na světě se ziskem 45 miliónů dolarů v uplynulém roce. K srpnu 2011 v něm figurovala na 60. místě žebříčku sta nejmocnějších žen planety. V roce 2015 Forbes ohodnotil její roční příjmy na 44 milionů dolarů.
Na počátku roku 2011 se v Latinské Americe zvýšila prodejnost šampónu P&G's Pantene o 40% poté, co začala Bündchenová produkt propagovat.
K roku 2011 vlastnila hotel v Brazílii, pozemky ve městě Trancoso, vilu v Kostarice, dům v kalifornském Brentwood a bydlela v sídle v Santa Monice.